# Karl Ferdinand Herzfeld
Karl Ferdinand Herzfeld (* 24. Februar 1892 in Wien; † 3. Juni 1978 in Washington, D.C.) war ein bedeutender österreichisch-amerikanischer Physiker und Hochschullehrer, der maßgeblich zur theoretischen Quantenphysik, statistischen Physik und physikalischen Chemie beitrug.

## Leben
Herzfeld wurde in Wien geboren und promovierte 1914 bei Friedrich Hasenöhrl an der Universität Wien. In seiner Studienzeit hatte er auch die Gelegenheit, in Zürich bei Albert Einstein zu studieren. Nach seiner Promotion und einer Zeit als Privatdozent bei Arnold Sommerfeld und Kasimir Fajans in München (1919–1925) wurde er 1925 außerordentlicher Professor an der Universität München.
1926 ging Herzfeld für eine Gastprofessur an die Johns Hopkins University in Baltimore, Maryland, welche später in eine reguläre Professur umgewandelt wurde. Er blieb dort bis 1937, bevor er an die Catholic University of America in Washington, D.C. wechselte, wo er bis 1961 als Leiter der Physikabteilung tätig war. Auch nach seiner offiziellen Pensionierung im Jahr 1970 blieb Herzfeld wissenschaftlich aktiv.
Im Jahre 1958 wurde er in die American Academy of Arts and Sciences aufgenommen, und zwei Jahre später, 1960, erfolgte seine Wahl in die National Academy of Sciences. Im Laufe seiner Karriere erhielt Herzfeld zahlreiche Ehrendoktortitel, darunter von der Marquette University in Milwaukee (1933), der University of Maryland, College Park (1956) und der Technischen Hochschule Stuttgart (1962).
Zu den mehr als 50 Doktoranden, die unter seiner Anleitung promovierten, zählten bedeutende Wissenschaftler wie Walter Heitler an der Universität München und John Archibald Wheeler an der Johns Hopkins University.

## Werke
Hier folgt eine selektive Liste der wichtigsten Werke von Karl Ferdinand Herzfeld:
- Karl Ferdinand Herzfeld (1913): Zur Elektronentheorie der Metalle. Annalen der Physik (4) 41:27-52.
- Karl Ferdinand Herzfeld (1919): Zur Theorie der Reaktionsgeschwindigkeiten in Gasen. Ann. Phys. 59(4):635-67.
- Karl Ferdinand Herzfeld (1924): Grösse und Bau der Moleküle. In Handbuch der Physik, 1. Aufl., Band 22, A. Smekal [Hrsg.], pp. 386–519. Berlin: Springer-Verlag (2. Aufl., Band 24, 1933, pp. 1–252).
- Karl Ferdinand Herzfeld (1925): Kinetische Theorie der Wärme. In Müller-Pouillets Lehrbuch der Physik, Band 3. Braunschweig: F. Viewig und Sohn.
- Karl Ferdinand Herzfeld & F. O. Rice (1928): Dispersion and absorption of high-frequency sound waves. Physical Review 31:691-95.
- Karl Ferdinand Herzfeld  (1931): Gittertheorie der festen Körper. In Handbuch der Experimental Physik, Band 7, W. Wien und F. Harms [Hrsg.], pp. 325–422. Leipzig: Akademische Verlagsgesellschaft.
- Karl Ferdinand Herzfeld & M. Göppert-Mayer (1934): On the states of aggregation. Journal of Chemical Physics 2:38-45.
- Karl Ferdinand Herzfeld & James Franck (1941): Contributions to a theory of photosynthesis. J. Phys. Chem. 45:978-1025.
- Karl Ferdinand Herzfeld (1955): Relaxation phenomena in gases. In Thermodynamics and Physics of Matter, vol. 1, ed. F. Rossini, pp. 646–735. Princeton, N.J.: Princeton University Press.
- Karl Ferdinand Herzfeld & T. A Litoviz (1959) Absorption and Dispersion of Ultrasonic Waves. New York: Academic Press.
- Karl Ferdinand Herzfeld (1966): Fifty years of physical ultrasonics. Journal of the Acoustical Society of America 39:815-25.